# Zodarion diatretum
Zodarion diatretum là một loài nhện trong họ Zodariidae.
Loài này thuộc chi Zodarion. Zodarion diatretum được J. Denis miêu tả năm 1935.